# Provinz Ha'il
Ha'il (arabisch حائل, DMG Ḥāʾil) ist eine der 13 Provinzen Saudi-Arabiens. Sie befindet sich im nördlichen, zentralen Teil des Landes. Ha'il hat 746.406 Einwohner (Stand 2022), die Fläche der Provinz beträgt 103.887 km². Ha'il grenzt im Uhrzeigersinn an al-Hudud asch-schamaliyya, Qasim, Medina, Tabuk und Dschauf.
Hauptstadt der Provinz ist Ha'il, welche auch die größte Stadt der Provinz ist. Provinzgouverneur ist Abdulaziz bin Saad Al Saud. Die Provinz gliedert sich in neun Gouvernements (muḥāfaẓāt).

## Gouverneure

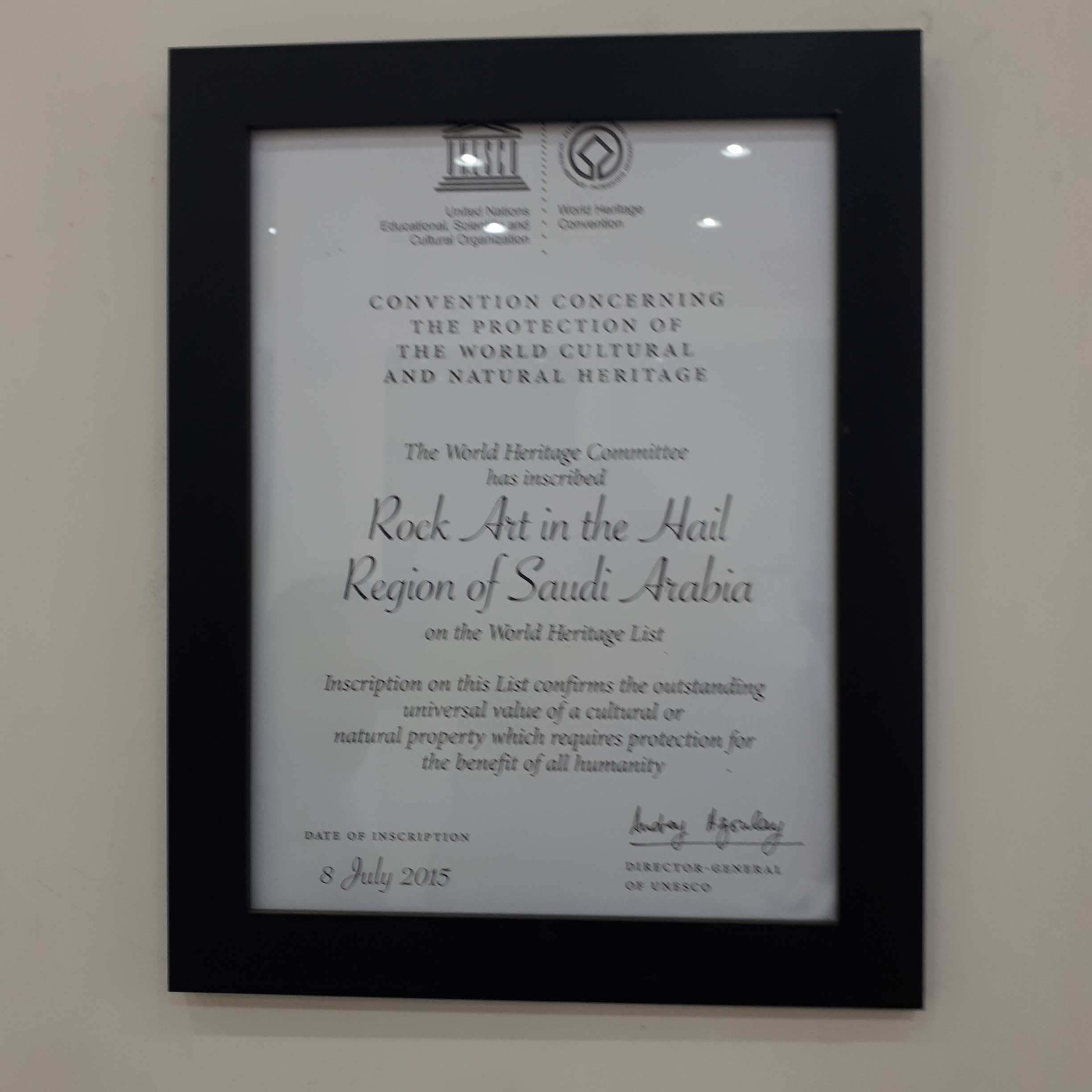
Rock Art Museum in Region Hail

| Namen                         | Zeitraum  | ernannt von  |
| ----------------------------- | --------- | ------------ |
| Muqrin bin Abdulaziz Al Saud  | 1980–99   | König Khalid |
| Saud bin Abdul Muhsin Al Saud | 1999–2017 | König Fahd   |
| Abdulaziz bin Saad Al Saud    | seit 2017 | König Salman |